# Fondato
Fondato è un termine utilizzato in araldica per indicare la base sulla quale ergesi un edificio o altro oggetto non animato.

## Galleria d'immagini

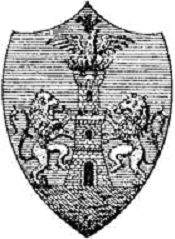
Torre fondata sulla pianura
Monte all'italiana fondato in punta (Valbrevenna)
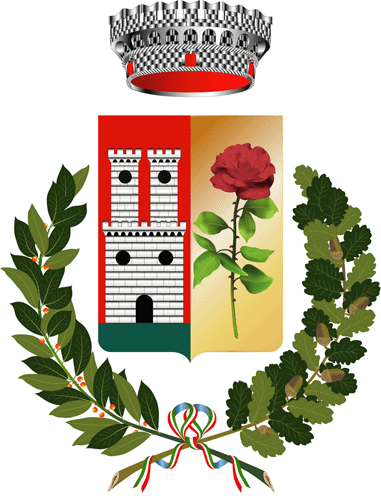
Castello fondato sulla pianura (Castelspina)
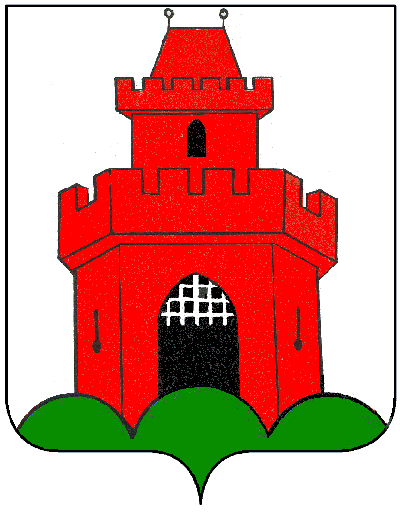
Torre fondata su un monte di tre cime
Ponte fondato su due rocche
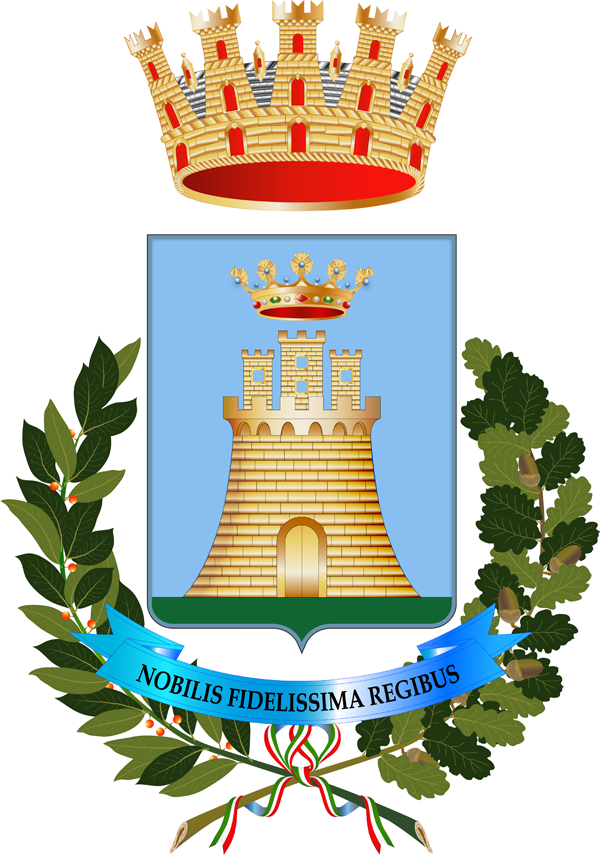
Torre fondata sulla pianura